# Avalanche
Avalanche — мініальбом англійської групи Echo & the Bunnymen, який вийшов у жовтні 2000 року.

## Композиції
1. Hang on to a Dream – 2:26
2. Avalanche – 3:27
3. All My Colours (Zimbo) – 4:12
4. Silver – 3:18
5. Angels and Devils – 3:31
6. It's All Over Now (Baby Blue) – 3:35

## Учасники запису
- Іен Маккаллох — вокал
- Уїлл Сарджент — гітара
- Стівен Бреннан — бас гітара
- Горді Гоуді — гітара
- Кері Джеймс — клавішні
- Ніколас Килрой — ударні